# 阿尔加里内霍
阿尔加里内霍，是西班牙安达卢西亚自治区格拉纳达省的一个市镇。总面积92平方公里，2001年普查人口總數為4020人，人口密度為每平方公里44人。